# SSV Delmenhorst
Der SSV Delmenhorst war ein Sportverein aus Delmenhorst. Die erste Fußballmannschaft spielte zwei Jahre in der höchsten bremischen und 13 Jahren in der höchsten niedersächsischen Amateurliga.

## Geschichte
Der Verein wurde im Jahre 1900 von einer Gruppe Schüler gegründet. Erstmals erstklassig war die Mannschaft in der Saison 1919/20, als sie in der Kreisliga Bremen spielten. Ab 1927 kehrte der SSV in der höchsten Spielklasse zurück, die zunächst Bezirksliga Weser/Jade und später Oberliga Weser/Jade hieß. Ein Höhepunkt dieser Ära war ein 4:0-Sieg über Werder Bremen.
Nach dem Zweiten Weltkrieg spielte der SSV zunächst in der Amateurliga Bremen, wechselte 1949 in die Amateuroberliga Niedersachsen-West. Im Jahre 1951 wurde der SSV Vizemeister und qualifizierte sich durch einen 3:1-Sieg im Entscheidungsspiel gegen die TSG Osterode für die Deutsche Amateurmeisterschaft. Dort gelang im Achtelfinale ein 2:1-Sieg über die SpVgg Röhlinghausen, ehe die Delmenhorster im Viertelfinale mit 2:3 am Cronenberger SC scheiterten.
Schon drei Jahre später schaffte der SSV den Klassenerhalt nur weil der VfB Oldenburg den Aufstieg in die Oberliga Nord schaffte. Im Jahre 1956 folgte der tatsächliche Abstieg in die Amateurliga 2, aus der die Mannschaft zwei Jahre später wieder aufstieg. In der Saison 1961/62 wurde der SSV Vizemeister und qualifizierte sich nach zwei Entscheidungsspielen gegen Teutonia Uelzen für die Oberliga-Aufstiegsrunde. Dort wurde die Mannschaft Letzter und verpasste den Klassensprung.
Im Jahre 1964 verpasste der SSV die eingleisige Landesliga Niedersachsen und spielte noch einige Jahre im Mittelfeld der viertklassigen Verbandsliga West. Im Jahre 1973 belegte der SSV einen Abstiegsplatz. Am 13. Juli 1973 fusionierte der SSV mit dem langjährigen Lokalrivalen FC Roland und dem VSK Bungerhof zum SV Atlas Delmenhorst.